# جاك لي (لاعب كريكت)
جاك لي (1 فبراير 1902 بلندن في الإمبراطورية الرومانية - 20 يونيو 1944) (بالإنجليزية: Jack Lee)‏ هو لاعب كريكت بريطاني (وحمل سابقاً جنسية المملكة المتحدة لبريطانيا العظمى وأيرلندا). لعب مع نادي مقاطعة ميدلسكس للكريكت ‏ ونادي مقاطعة سومرست للكريكت ‏.

## وصلات خارجية
- جاك لي على موقع إي آس بي آن كريك إنفو (الإنجليزية)